# 八斗子

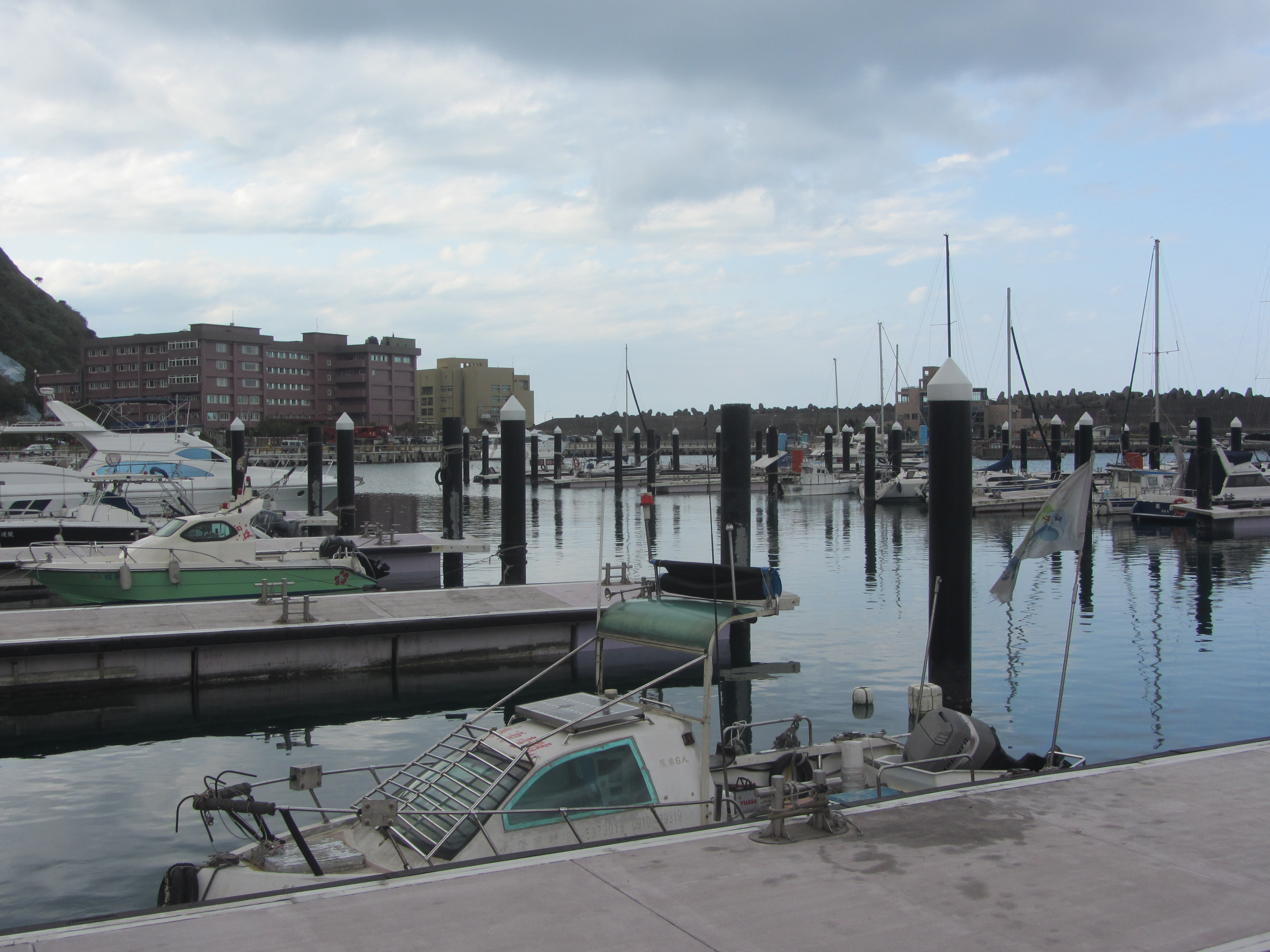
八斗子・碧砂漁港

八斗子（はちとうし）は台湾基隆市の八斗里、長潭里、碧砂里、砂子里、新豊里を包括する地域を示す名称である。
八斗子の由来には諸説あり、一つは初期に杜姓の家が8戸入植し、「杜」の台湾語での発音が的「斗」と類似していたことから八斗子となったというものと、杜氏兄弟が十数斗の米糧を携えて渡海しこの地に到着した際、八斗の米が残っていたからという説がある。また基隆は平埔族ケタガラン族の居住地であり、ケタガラン語で「Patau」が「巫女」を表すことから、巫女が居住していた地という意味で「Patau」と称され、それが転訛したとも考えられている。
八斗子は元来海に浮かぶ孤島であったが、日本統治時代に北部火力発電所が建設される際に、基隆山北麓の土砂を利用して埋め立てられ、現在の陸続きの状態になった。
かつては深澳線八斗駅が設置され、1989年の駅廃止後はホーム跡を残すのみであったが、2016年末に旧駅名である八斗子駅として再開業となっている。
八斗子一帯は天然の良港であり、望幽谷漁港、碧砂漁港ともに台北郊外の観光地となっており、付近には国立台湾海洋大学と国立海洋科技博物館が位置している。